# Sismògraf

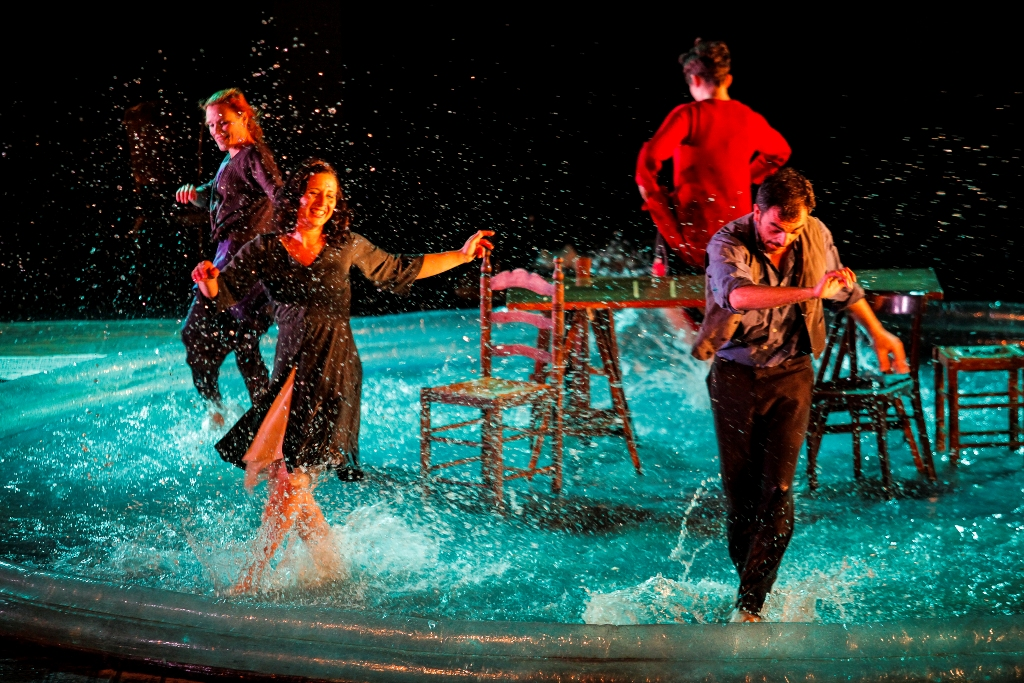
Lazurd, de Senza Tempo, en 2014.

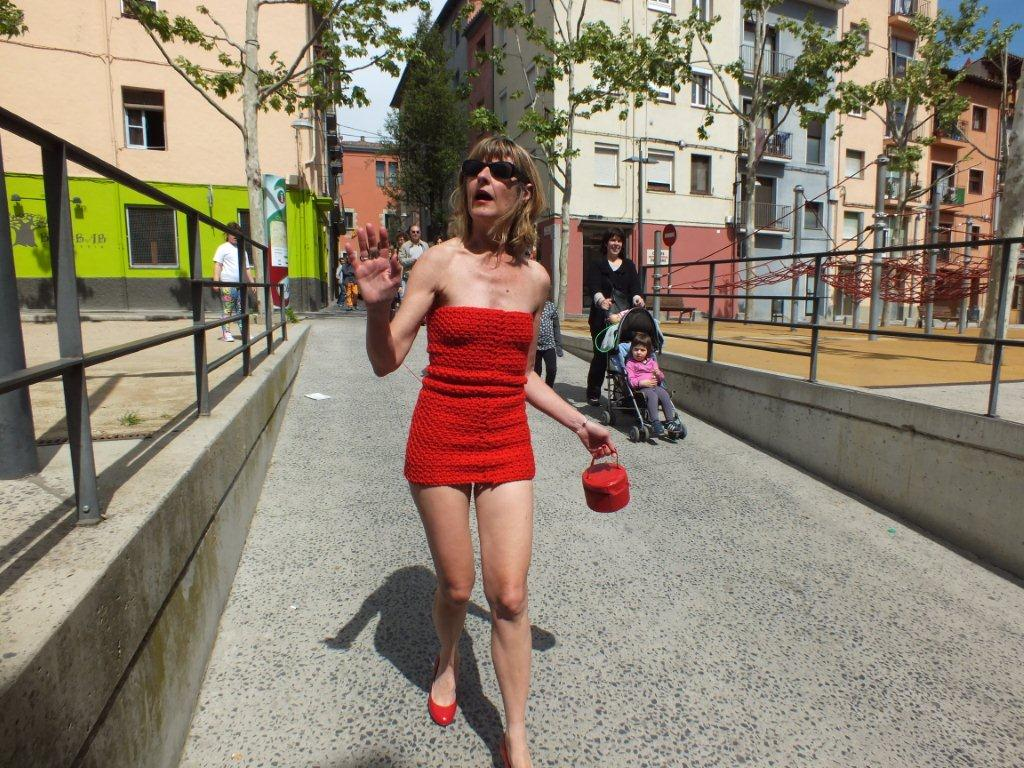
La danza contemporánea toma las calles de Olot durante el festival.

Sismògraf es un festival de danza contemporánea que se celebra cada mes de abril en Olot, en la provincia de Gerona (España) durante todo un fin de semana, incluyendo áreas como el circo, el arte audiovisual o la poesía. Sismògraf se celebró por primera vez el 2009, y está organizado por el Ayuntamiento de Olot y el Departamento de Cultura de la Generalidad de Cataluña, con la colaboración de la Diputación Provincial de Gerona. En 2015 la Generalidad de Cataluña lo consideró un mercado estratégico de la danza en Cataluña.

## Pertenencia a Redes
El festival forma parte de la Asociación de Profesionales de la Danza en Cataluña (APDC), de la Asociación de Compañías Profesionales de Danza de Cataluña (ACPDC), Arts de Carrer y Red Acieloabierto de festivales de danza en espacios no convencionales.

#### Red Acieloabierto
Sismógraf pertenece a la Red Acieloabierto desde su creación en 2014 junto a los festivales de danza en espacio no convencional FAM, Cádiz en Danza, Lekuz Leku, Festival Trayectos, Figueres es Mou, Ciclo Huellas, Dantza Hirian, Cuadernos Escénicos, Masdanza, Cervandantes, Abanea, Traslación, Dansa València, Ahora Danza, Tierras en Danza, Danzad Danzad Malditos, Menorca en Dansa, Danza no Claustro, Ribera en Danza, Dantzaldia y Circuito Bucles.